# Chanac-les-Mines
Chanac-les-Mines is een gemeente in het Franse departement Corrèze (regio Nouvelle-Aquitaine) en telt 503 inwoners (2004). De plaats maakt deel uit van het arrondissement Tulle.

## Geografie
De oppervlakte van Chanac-les-Mines bedraagt 13,1 km², de bevolkingsdichtheid is 38,4 inwoners per km².
De onderstaande kaart toont de ligging van Chanac-les-Mines met de belangrijkste infrastructuur en aangrenzende gemeenten.

## Demografie
Onderstaande figuur toont het verloop van het inwonertal (bron: INSEE-tellingen).